# ロレンゼン・ライト
ロレンゼン・ライト（Lorenzen Vern-Gagne Wright 1975年11月4日-2010年7月19日）は、アメリカ合衆国・テネシー州メンフィス出身の元バスケットボール選手。

## 経歴
ミシシッピ州オックスフォードで育った。その後彼はメンフィスの高校、大学、プロでバスケットボールを行った。メンフィス大学の2年次にはAP通信よりオールアメリカンのサードチームに選ばれている。
1996年のNBAドラフト1巡目全体7位でロサンゼルス・クリッパーズに指名されて入団した。その後1999年にアトランタ・ホークスに移籍、2001年にメンフィス・グリズリーズに移籍した後、2006年8月5日、アトランタ・ホークスと2年間600万ドルの契約を結び復帰した。
2008年2月16日、シェルデン・ウィリアムス、アンソニー・ジョンソン、タイロン・ルー、2008年のドラフト2巡指名権と共にサクラメント・キングスのマイク・ビビーとトレードされ移籍した。
2008-09シーズン、クリーブランド・キャバリアーズでプレーした後、現役を引退した。
13シーズンに渡り彼は798試合に出場し、平均7.9得点、6.3リバウンドをあげた。

## 行方不明及び死
2010年7月18日、テネシー州コリアービルにある前妻の家を出た後、行方がわからなくなった。家族は7月22日に捜索願を出したが、犯罪に巻き込まれた可能性はないと判断された。その後7月28日にメンフィス郊外の林の中で遺体で発見された。
7月19日の早朝に彼の携帯電話からテネシー州ジャーマンタウンのセンターに、9-1-1コールがかかり、その後銃声が聞こえたことが判明した。
彼の葬儀にはアンファニー・ハーダウェイ、エリオット・ペリー、ボンジ・ウェルズ、デイモン・スタウダマイアー、マイク・ウッドソン、ザック・ランドルフなどNBA関係者や政治家など、数千人が参列した。
彼の両親は警察の初動捜査にミスがあったとして訴えを起こしている。
2017年11月9日、ライト殺害に使用されたと思われる銃がミシシッピ州ウォルナットの湖で発見された。2017年12月5日、ビリー・R・ターナーというシェルビー郡の造園業者兼コリアービルにあるバプテスト系教会の執事が第1級殺人罪で起訴され、保釈金が100万ドルに設定された。
2017年12月15日、ライトの前妻シェラ・ライト=ロビンソンがこの殺人事件との関係でカルフォルニア州で逮捕された。シェラはターナーの教会の元信者だった。7年に渡る捜査はメンフィス市警の未解決事件の中でも最も注目を集めたものであった。
2019年7月25日、シェラはロレンゼン・ライト銃殺での第1級殺人罪の幇助につき有罪答弁をし、懲役30年の宣告を受けた。

## 私生活
彼の父親はフィンランドで活躍していたが、1983年8月12日にメンフィスで銃撃されて、その後車椅子生活となった。
2000年1月には、メンフィス出身のNBA選手、トッド・デイ、アンファニー・ハーダウェイ、エリオット・ペリーと共に、1ヶ月間母親の遺体と生活していたメンフィスの子どもに経済的援助を行った。
2003年に幼い娘を亡くしてから、「Sierra Simone Wright Scholarship Fund」を設立した。その年の夏に大学に復学し学位を得ている。 